# Бараци
Бараци е село в Южна България. То се намира в община Крумовград, област Кърджали.

## География
Село Бараци се намира в планински район.

## Население
Численост и дял на етническите групи според преброяването на населението през 2011 г.:
|                     | Численост | Дял (в %) |
| Общо                | 199       | 100,00    |
| Българи             | 56        | 28,14     |
| Турци               | 0         | 0,00      |
| Цигани              | 0         | 0,00      |
| Други               | 0         | 0,00      |
| Не се самоопределят | 0         | 0,00      |
| Неотговорили        | 139       | 69,84     |